# Andrés Fleurquin
Andrés José Fleurquin Rubio (ur. 8 lutego 1975 w Rocha) – urugwajski piłkarz występujący na pozycji pomocnika.

## Kariera klubowa
Fleurquin karierę rozpoczynał w sezonie 1996 w zespole Defensor Sporting. Jego barwy reprezentował w do sezonu 1999. Na początku 2000 roku przeszedł do austriackiego Sturmu Graz. W Bundeslidze zadebiutował 5 marca 2000 w zremisowanym 1:1 meczu z Tirolem Innsbruck. W sezonie 1999/2000 wywalczył z zespołem wicemistrzostwo Austrii. W Sturmie Fleurquin spędził półtora roku.
W połowie 2001 roku odszedł do tureckiego Galatasaray SK. W Süper Lig pierwszy raz wystąpił 15 września 2001 w wygranym 2:0 spotkaniu z Malatyasporem. W 2002 roku zdobył z klubem Puchar Turcji. W tym samym roku przeszedł do francuskiego Stade Rennais. Tam spędził sezon 2002/2003.
W 2004 roku Fleurquin został graczem hiszpańskiej drużyny Córdoba CF, grającej w Segunda División. Po jednym sezonie przeniósł się do innego zespołu tej ligi, Cádiz CF. W sezonie 2004/2005 awansował z nim do Primera División. W sezonie 2005/2006 spadł z nim jednak do Segunda División, a w sezonie 2007/2008 do Segunda División B. W 2009 roku wraz z Cádiz wrócił do Segunda División.
W 2010 roku Fleurquin wrócił do swojego pierwszego klubu, Defensor Sporting. W 2015 roku zakończył tam karierę.

## Kariera reprezentacyjna
W reprezentacji Urugwaju Fleurquin zadebiutował w 1997 roku. W tym samym roku wziął udział w Copa América, zakończonym przez Urugwaj na fazie grupowej.
W 1999 roku ponownie został powołany do kadry na Copa América. Na tym turnieju zagrał we wszystkich meczach swojej drużyny; z Kolumbią (0:1), Ekwadorem (2:1), Argentyną (0:2), Paragwajem (1:1, 5:3 w rzutach karnych), Chile (1:1, 5:3 w rzutach karnych) oraz w finale z Brazylią (0:3).
W latach 1997–2001 w drużynie narodowej Fleurquin rozegrał 11 spotkań.